# Sweetener World Tour
The Sweetener World Tour was de vierde tournee van de Amerikaanse zangeres Ariana Grande om haar vierde en vijfde studioalbum te promoten, namelijk Sweetener en Thank U, Next. De tournee ging van start op 18 maart 2019 in de Times Union Centre in Albany, New York, en eindigde op 22 december 2019 in Inglewood, Californië. Op 23 december, 1 dag na de laatste tourshow bracht Grande het livealbum K Bye for Now (SWT Live) uit.

## Achtergrond
Grande kondigde op 24 oktober 2018 dat er een wereldtournee aankwam die de Sweetener World Tour zou heten. Een dag later postte ze de data van de shows in de Verenigde Staten en Canada. De tournee zou van start gaan in Albany, om te eindigen in Salt Lake City. Op 5 november 2018 konden de fans tickets kopen, even later kondigde ze Normani en Social House als voorprogramma aan. Enkele shows werden verplaatst en sommige zelfs verwijderd aangezien Grande dan zou optreden op Coachella. 
Op 14 december kondigde de zangeres een tweede reeks shows aan, deze keer in Europa. Er werden meteen 19 shows aangekondigd. Opvallend was dat er geen shows gegeven worden in Spanje en Italië en nog enkele andere landen. Op 20 december 2018 werden de tickets beschikbaar voor de fans. Vele shows waren snel uitverkocht. Daarom plaatste de zangeres nog extra shows in Amsterdam, Parijs en Dublin. Op 25 februari 2019 werden er nog twee shows toegevoegd aan de tournee in Hamburg en Dublin.
In december 2018 tweette de zangeres dat er een speciale show komt in Manchester. Enkele maanden later bleek dat Grande Manchester op 25 augustus 2019 aandeed met een optreden als headliner op het Manchester Pride Live LGTBQ-festival. In juni 2019 kondigde de zangeres nog eens twee shows aan in Londen. Ook vermeldde ze op Twitter dat er nog data bijkomen voor de Verenigde Staten. Op 5 maart 2019 kondigde Ariana aan dat Ella Mai het voorprogramma zou verzorgen. 
Op 9 augustus werd de eerste show in Hamburg en de show in Praag verplaatst naar een latere datum. De show in Krakau werd geannuleerd door persoonlijke redenen van de zangeres. Op 20 juni 2019 kondigde Ariana het derde en laatste deel aan van haar tournee, die zou plaatsvinden in haar thuisland de Verenigde Staten. Het ging om 19 steden inclusief de show in Tampa en Orlando, die ze nog moest inhalen. Ook dit deel van de tournee werd een succes, daarom voegde Ariana nog twee shows toe in Californië. 

### Stage
Het podium bestond uit een hoofdpodium met een ronde catwalk, waarbij de grootste fans in het midden stonden. Achter het podium bevond zich een ledscreen met een maanvormig scherm boven de cirkel waar de fans zich bevinden. Installatie van het volledige podium in de arena kostte circa 6 à 8 uur. 

## Setlist
Dit is de setlist, niet representatief voor alle shows.
Act 1
1. "Raindrops (An Angel Cried)"
2. "God Is a Woman"
3. "Bad Idea"
4. "Break Up with Your Girlfriend, I'm Bored"

Act 2
1. "R.E.M"
2. "Be Alright"
3. "Sweetener/Successful"
4. "Side to Side"
5. "7 rings"

Act 3
1. "Love Me Harder" (verkort)
2. "Breathin"
3. "Needy"
4. "Fake Smile"
5. "Make Up"
6. "December / Wit It This Christmas/ Santa Tell Me
7. "NASA"
8. "Get Well Soon, Goodnight N Go of Only 1”

Act 4
1. "Everytime" (verkort)
2. "The Light Is Coming" (verkort)
3. "Into You" (verkort)

Act 5
1. "Dangerous Woman"
2. "Break Free" (verkort)
3. "No Tears Left to Cry"

Encore
1. "Thank U, Next"

Opmerkingen: 
- Tijdens de eerste show in Boston was de rapper 2 Chainz gastartiest en zongen ze hun nieuwe samenwerking.
- Tijdens de eerste show in Washington D.C. bracht Grande samen met Victoria Monét de niet uitgebrachte single "Got her Own".
- Tijdens de show in Montreal bracht Grande samen met Victoria Monét de nieuw uitgebrachte samenwerking "Monopoly".[11]
- Tijdens de eerste show op Coachella, zong Grande "Break Up with Your Girlfriend, I'm Bored" en "Tearin' Up My Heart" met NSYNC, "Side to Side" en "Bang Bang" met Nicki Minaj en "Mo Money Mo Problems" met Diddy en Mase. "Successful", "Bloodline", "Fake Smile", "Make Up", "You'll Never Know", "Everytime" en "One Last Time" werden niet gezongen.[12]
- Tijdens de tweede show op Coachella zong Grande "Bang Bang" en zong ze samen met Justin Bieber het nummer "Sorry".
- Op de shows na het Coachellafestival besloot Grande het nummer "One Last Time" niet meer te zingen.[13]
- Vanaf de show in Phoenix op 15 mei is “Goodnight n Go” vervangen door “Get Well Soon”.
- Tijdens de show in Charlotte in juni zong ze twee nummers van haar eerste album, namelijk "Piano" en "Tattooed Heart".[14]
- Vanaf de tweede show in Washington D.C. werd er nog een nummer van de setlist gehaald, namelijk "Bloodline".
- Tijdens haar optreden op Lollapalooza, Chicago was, er een aangepaste festivalsetlist. Ook zong ze voor het eerst haar nieuwe nummer "Boyfriend" met de groep Social House. Ze zong het nummer ook op de Europese tournee.
- Vanaf de eerste show van Europese tournee werd het nummer "Get Well Soon" vervangen door "Only 1".
- Tijdens de show op Manchester Pride, zong Grande enkel  "No Tears Left to Cry", "Be Alright", "Break Up with Your Girlfriend, I'm Bored", "Side to Side", "7 Rings", "Break Free", "Breathin", "Thank U, Next" en "One Last Time".[15]
- Vanaf de show in Wenen werd het nummer "Boyfriend" niet meer gezongen. [16]
- Tijdens de derde show in Dublin zong Grande "Only 1" en "Successful" niet.
- Tijdens de eerste show in Oslo zong Grande “Tattooed Heart” in plaats van “Only 1”.
- Tijdens de show in Uniondale zong Grande “December"/"True Love"/"Wit It This Christmas"/"Santa Tell Me” in plaats van “Right There"/"You’ll never know"/"Break Your Heart Right Back”.
- Tijdens de show in Uniondale zong Grande “Winter Things” in plaats van “Tattooed Heart”.
- Tijdens de show in Jacksonville zong Grande "Get well soon".
- Tijdens de show in Dallas zong Grande "Moonlight".
- Tijdens de show in Anaheim zong Grande "Honeymoon Avenue" onder de maan.

## Shows
| Datum             | Stad            | Land                | Locatie                           | Voorprogramma         | Bezoekers       | Opbrengst ($) |
| Noord-Amerika     | Noord-Amerika   | Noord-Amerika       | Noord-Amerika                     | Noord-Amerika         | Noord-Amerika   | Noord-Amerika |
| ----------------- | --------------- | ------------------- | --------------------------------- | --------------------- | --------------- | ------------- |
| 18 maart 2019     | Albany          | Verenigde Staten    | Times Union Center                | Normani Social House  | 11.432 / 11.432 | 1.268.045     |
| 20 maart 2019     | Boston          | Verenigde Staten    | TD Garden                         | Normani Social House  | 13.125 / 13.125 | 1.670.045     |
| 22 maart 2019     | Buffalo         | Verenigde Staten    | KeyBank Center                    | Normani Social House  | 14.459 / 14.459 | 1.470.630     |
| 25 maart 2019     | Washington      | Verenigde Staten    | Capital One Arena                 | Normani Social House  | 13.598 / 13.598 | 1.832.776     |
| 26 maart 2019     | Philadelphia    | Verenigde Staten    | Wells Fargo Center                | Normani Social House  | 14.787 / 14.787 | 1.799.863     |
| 28 maart 2019     | Cleveland       | Verenigde Staten    | Quicken Loans Arena               | Normani Social House  | 14.763 / 14.763 | 1.554.750     |
| 30 maart 2019     | Uncasville      | Verenigde Staten    | Mohegan Sun Arena                 | Normani Social House  | 7.097 / 7.097   | 1.112.692     |
| 1 april 2019      | Montreal        | Canada              | Bell Centre                       | Normani Social House  | 14.620 / 15.643 | 1.440.460     |
| 3 april 2019      | Toronto         | Canada              | Scotiabank Arena                  | Normani Social House  | 14.663 / 14.663 | —             |
| 5 april 2019      | Detroit         | Verenigde Staten    | Little Caesars Arena              | Normani Social House  | 13.698 / 13.698 | $1,508,715    |
| 14 april 2019     | Indio           | Verenigde Staten    | Empire Polo Club                  | N/A                   | N/A             | N/A           |
| 21 april 2019     | Indio           | Verenigde Staten    | Empire Polo Club                  | N/A                   | N/A             | N/A           |
| 25 april 2019     | Edmonton        | Canada              | Rogers Place                      | Normani Social House  | 13.947 / 13.947 | $1,493,948    |
| 27 april 2019     | Vancouver       | Canada              | Rogers Arena                      | Normani Social House  | 14,636 / 14,636 | $1,617,978    |
| 30 april 2019     | Portland        | Verenigde Staten    | Moda Center                       | Normani Social House  | 13,692 / 13,692 | $1,469,277    |
| 2 mei 2019        | San Jose        | Verenigde Staten    | SAP Center                        | Normani Social House  | 13,605 / 13,605 | $1,730,098    |
| 3 mei 2019        | Sacramento      | Verenigde Staten    | Golden 1 Center                   | Normani Social House  | 13,886 / 13,886 | $1,737,905    |
| 6 mei 2019        | Los Angeles     | Verenigde Staten    | Staples Center                    | Normani Social House  | 27,916 / 27,916 | $3,277,659    |
| 7 mei 2019        | Los Angeles     | Verenigde Staten    | Staples Center                    | Normani Social House  | 27,916 / 27,916 | $3,277,659    |
| 10 mei 2019       | Inglewood       | Verenigde Staten    | The Forum                         | Normani Social House  | 14,417 / 14,417 | $2,149,419    |
| 11 mei 2019       | Las Vegas       | Verenigde Staten    | T-Mobile Arena                    | Normani Social House  | 15,194 / 15,194 | $1,500,000    |
| 14 mei 2019       | Phoenix         | Verenigde Staten    | Talking Stick Resort Arena        | Normani Social House  | 13,343 / 13,343 | $1,492,678    |
| 17 mei 2019       | San Antonio     | Verenigde Staten    | AT&T Center                       | Normani Social House  | 14,860 / 14,860 | $1,678,465    |
| 19 mei 2019       | Houston         | Verenigde Staten    | Toyota Center                     | Normani Social House  | 12,483 / 12,483 | $1,602,420    |
| 21 mei 2019       | Dallas          | Verenigde Staten    | American Airlines Center          | Normani Social House  | 14,262 / 14,262 | $1,601,901    |
| 23 mei 2019       | Oklahoma City   | Verenigde Staten    | Chesapeake Energy Arena           | Normani Social House  | 12,668 / 12,668 | $1,347,629    |
| 25 mei 2019       | New Orleans     | Verenigde Staten    | Smoothie King Center              | Normani Social House  | 12,889 / 12,889 | $1,376,994    |
| 31 mei 2019       | Miami           | Verenigde Staten    | American Airlines Arena           | Normani Social House  | 26,704 / 26,704 | $3,146,471    |
| 1 juni 2019       | Miami           | Verenigde Staten    | American Airlines Arena           | Normani Social House  | 26,704 / 26,704 | $3,146,471    |
| 4 juni 2019       | Chicago         | Verenigde Staten    | United Center                     | Normani Social House  | 28,941 / 28,941 | $3,468,667    |
| 5 juni 2019       | Chicago         | Verenigde Staten    | United Center                     | Normani Social House  | 28,941 / 28,941 | $3,468,667    |
| 7 juni 2019       | Nashville       | Verenigde Staten    | Bridgestone Arena                 | Normani Social House  | 13,835 / 13,835 | $1,437,761    |
| 8 juni 2019       | Atlanta         | Verenigde Staten    | State Farm Arena                  | Normani Social House  | 12,317 / 12,317 | $1,220,686    |
| 10 juni 2019      | Charlotte       | Verenigde Staten    | Spectrum Center                   | Normani Social House  | 14,972 / 14,972 | $1,550,790    |
| 12 juni 2019      | Pittsburgh      | Verenigde Staten    | PPG Paints Arena                  | Normani Social House  | 14,343 / 14,343 | $1,518,932    |
| 14 juni 2019      | Brooklyn        | Verenigde Staten    | Barclays Center                   | Normani Social House  | 28,972 / 28,972 | $4,378,453    |
| 15 juni 2019      | Brooklyn        | Verenigde Staten    | Barclays Center                   | Normani Social House  | 28,972 / 28,972 | $4,378,453    |
| 18 juni 2019      | New York        | Verenigde Staten    | Madison Square Garden             | Normani Social House  | 28,576 / 28,576 | $5,492,909    |
| 19 juni 2019      | New York        | Verenigde Staten    | Madison Square Garden             | Normani Social House  | 28,576 / 28,576 | $5,492,909    |
| 21 juni 2019      | Washington      | Verenigde Staten    | Capital One Arena                 | Normani Social House  | 13,897 / 13,897 | $1,782,835    |
| 22 juni 2019      | Boston          | Verenigde Staten    | TD Garden                         | Normani Social House  | 13,242 / 13,242 | $1,628,077    |
| 24 juni 2019      | Philadelphia    | Verenigde Staten    | Wells Fargo Center                | Normani Social House  | 14,968 / 14,968 | $1,807,505    |
| 26 juni 2019      | Toronto         | Canada              | Scotiabank Arena                  | Normani Social House  | 15,073 / 15,073 | $1,539,282    |
| 29 juni 2019      | Indianapolis    | Verenigde Staten    | Bankers Life Fieldhouse           | Normani Social House  | 13,773 / 13,773 | $1,346,335    |
| 1 juli 2019       | Columbus        | Verenigde Staten    | Schottenstein Center              | Normani Social House  | 13,576 / 13,576 | $1,361,839    |
| 5 juli 2019       | Milwaukee       | Verenigde Staten    | Fiserv Forum                      | Normani Social House  | 12,040 / 12,040 | $1,310,830    |
| 6 juli 2019       | St. Louis       | Verenigde Staten    | Enterprise Center                 | Normani Social House  | 14,474 / 14,474 | $1,547,186    |
| 8 juli 2019       | Saint Paul      | Verenigde Staten    | Xcel Energy Center                | Normani Social House  | 14,789 / 14,789 | $1,751,076    |
| 11 juli 2019      | Denver          | Verenigde Staten    | Pepsi Center                      | Normani Social House  | 13,258 / 13,258 | $1,446,520    |
| 13 juli 2019      | Salt Lake City  | Verenigde Staten    | Vivint Smart Home Arena           | Normani Social House  | 12,569 / 12,569 | $1,163,364    |
| Europa            |                 |                     |                                   |                       |                 |               |
| 17 augustus 2019  | Londen          | Verenigd Koninkrijk | The O2                            | Ella Mai Social House | 51.426 / 51.426 | —             |
| 19 augustus 2019  | Londen          | Verenigd Koninkrijk | The O2                            | Ella Mai Social House | 51.426 / 51.426 | —             |
| 20 augustus 2019  | Londen          | Verenigd Koninkrijk | The O2                            | Ella Mai Social House | 51.426 / 51.426 | —             |
| 23 augustus 2019  | Amsterdam       | Nederland           | Ziggo Dome                        | Ella Mai Social House | 32.407 / 32.407 | —             |
| 24 augustus 2019  | Amsterdam       | Nederland           | Ziggo Dome                        | Ella Mai Social House | 32.407 / 32.407 | —             |
| 27 augustus 2019  | Parijs          | Frankrijk           | AccorHotels Arena                 | Ella Mai Social House | 31.521 / 32.250 | —             |
| 28 augustus 2019  | Parijs          | Frankrijk           | AccorHotels Arena                 | Ella Mai Social House | 31.521 / 32.250 | —             |
| 30 augustus 2019  | Antwerpen       | België              | Sportpaleis                       | Ella Mai Social House | 20.720 / 20.720 | —             |
| 1 september 2019  | Keulen          | Duitsland           | Lanxess Arena                     | Ella Mai Social House | 15.928 / 15.928 | —             |
| 3 september 2019  | Wenen           | Oostenrijk          | Wiener Stadthalle                 | Ella Mai Social House | 15.090 / 15.090 | —             |
| 4 september 2019  | Praag           | Tsjechië            | The O2                            | Ella Mai Social House | 13.624 / 13.624 | —             |
| 11 september 2019 | Amsterdam       | Nederland           | Ziggo Dome                        | Ella Mai Social House | 15.844 / 15.844 | —             |
| 14 september 2019 | Birmingham      | Verenigd Koninkrijk | Arena Birmingham                  | Ella Mai Social House | 26.704 / 26.704 | —             |
| 15 september 2019 | Birmingham      | Verenigd Koninkrijk | Arena Birmingham                  | Ella Mai Social House | 26.704 / 26.704 | —             |
| 17 september 2019 | Glasgow         | Verenigd Koninkrijk | SSE Hydro                         | Ella Mai Social House | 12.994 / 12.994 | —             |
| 19 september 2019 | Sheffield       | Verenigd Koninkrijk | FlyDSA Arena                      | Ella Mai Social House | 12.765 / 12.765 | —             |
| 22 september 2019 | Dublin          | Ierland             | 3Arena                            | Ella Mai Social House | 37.905 / 37.905 | —             |
| 23 september 2019 | Dublin          | Ierland             | 3Arena                            | Ella Mai Social House | 37.905 / 37.905 | —             |
| 25 september 2019 | Dublin          | Ierland             | 3Arena                            | Ella Mai Social House | 37.905 / 37.905 | —             |
| 28 september 2019 | Hamburg         | Duitsland           | Barclaycard Arena                 | Ella Mai Social House | 12.614 / 13.377 | —             |
| 1 oktober 2019    | Kopenhagen      | Denemarken          | Royal Arena                       | Ella Mai Social House | 15.473 / 15.473 | —             |
| 3 oktober 2019    | Oslo            | Noorwegen           | Telenor Arena                     | Ella Mai Social House | 23.911 / 23.911 | —             |
| 5 oktober 2019    | Helsinki        | Finland             | Hartwall Arena                    | Ella Mai Social House | 11,547 / 11,547 | —             |
| 7 oktober 2019    | Stockholm       | Zweden              | Ericsson Globe                    | Ella Mai Social House | 13.831 / 13.831 | —             |
| 9 oktober 2019    | Hamburg         | Duitsland           | Barclaycard Arena                 | Ella Mai Social House | 11.553 / 11.553 | —             |
| 10 oktober 2019   | Berlijn         | Duitsland           | Mercedes-Benz Arena Berlin        | Ella Mai Social House | 13.531 / 13.531 | —             |
| 13 oktober 2019   | Zürich          | Zwitserland         | Hallenstadion                     | Ella Mai Social House | 13.370 / 13.370 | —             |
| 15 oktober 2019   | Londen          | Verenigd Koninkrijk | The O2 Arena                      | Ella Mai Social House | 26.369 / 29.062 | —             |
| 16 oktober 2019   | Londen          | Verenigd Koninkrijk | The O2 Arena                      | Ella Mai Social House | 26.369 / 29.062 | —             |
| Noord-Amerika     |                 |                     |                                   |                       |                 |               |
| 9 november 2019   | Uniondale       | Verenigde Staten    | Nassau Veterans Memorial Coliseum | Social House          | —               | —             |
| 12 november 2019  | Brooklyn        | Verenigde Staten    | Barclays Center                   | Social House          | —               | —             |
| 15 november 2019  | Charlottesville | Verenigde Staten    | John Paul Jones Arena             | Social House          | —               | —             |
| 17 november 2019  | Lexington       | Verenigde Staten    | Rupp Arena                        | Social House          | —               | —             |
| 19 november 2019  | Atlanta         | Verenigde Staten    | State Farm Arena                  | Social House          | —               | —             |
| 22 november 2019  | Raleigh         | Verenigde Staten    | PNC Arena                         | Social House          | —               | —             |
| 24 november 2019  | Tampa           | Verenigde Staten    | Amalie Arena                      | Social House          | —               | —             |
| 25 november 2019  | Orlando         | Verenigde Staten    | Amway Center                      | Social House          | —               | —             |
| 27 november 2019  | Miami           | Verenigde Staten    | American Airlines Arena           | Social House          | —               | —             |
| 1 december 2019   | Jacksonville    | Verenigde Staten    | VyStar Veterans Memorial Arena    | Social House          | —               | —             |
| 3 december 2019   | Columbia        | Verenigde Staten    | Colonial Life Arena               | Social House          | —               | —             |
| 5 december 2019   | Nashville       | Verenigde Staten    | Bridgestone Arena                 | Social House          | —               | —             |
| 7 december 2019   | Memphis         | Verenigde Staten    | FedEx Forum                       | Social House          | —               | —             |
| 9 december 2019   | Dallas          | Verenigde Staten    | American Airlines Center          | Social House          | —               | —             |
| 12 december 2019  | Phoenix         | Verenigde Staten    | Talking Stick Resort Arena        | Social House          | —               | —             |
| 13 december 2019  | Anaheim         | Verenigde Staten    | Honda Center                      | Social House          | —               | —             |
| 15 december 2019  | Las Vegas       | Verenigde Staten    | MGM Grand Garden Arena            | Social House          | —               | —             |
| 17 december 2019  | San Francisco   | Verenigde Staten    | Chase Center                      | Social House          | —               | —             |
| 18 december 2019  | San Francisco   | Verenigde Staten    | Chase Center                      | Social House          | —               | —             |
| 21 december 2019  | Inglewood       | Verenigde Staten    | The Forum                         | Social House          | —               | —             |
| 22 december 2019  | Inglewood       | Verenigde Staten    | The Forum                         | Social House          | —               | —             |
| Totaal            | Totaal          | Totaal              | Totaal                            | Totaal                | —               | —             |

## Geannuleerde shows
| Datum            | Stad      | Land             | Locatie                 | Reden                               |
| ---------------- | --------- | ---------------- | ----------------------- | ----------------------------------- |
| 18 april 2019    | Omaha     | Verenigde Staten | CHI Health Center Omaha | Verzet wegens optreden op Coachella |
| 9 september 2019 | Krakau    | Polen            | Tauron Arena            | Persoonlijke redenen                |
| 17 november 2019 | Lexington | Verenigde Staten | Rupp Arena              | Ziek                                |